# 鹿児島県道351号鹿島上甑線
鹿児島県道351号鹿島上甑線（かごしまけんどう351ごう かしまかみこしきせん）は、鹿児島県薩摩川内市鹿島町藺牟田から同市上甑町中甑に至る一般県道である。

## 概要

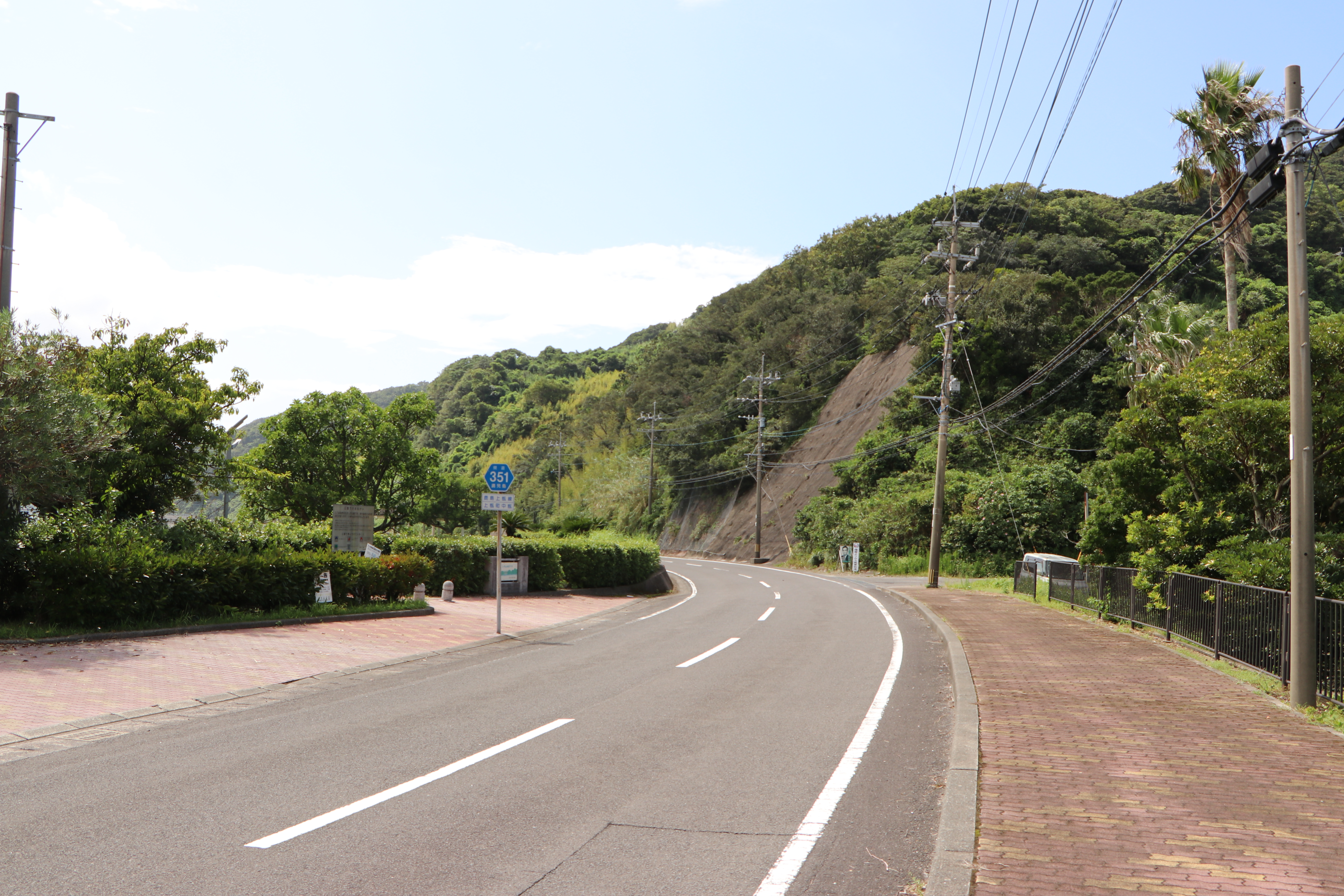
終点（上甑町中甑）から鹿島方面を望む

薩摩川内市下甑島から中甑島を経て上甑島を結ぶ。
鹿児島県道348号桑之浦里港線（上甑島）、鹿児島県道349号手打藺牟田港線（下甑島）と共に「甑島縦貫道」の一部を構成する。

### 路線データ
- 起点：薩摩川内市鹿島町藺牟田（鹿島港付近、鹿児島県道349号手打藺牟田港線終点）
- 終点：薩摩川内市上甑町中甑（鹿児島県道348号桑之浦里港線交点）

## 歴史
- 1969年（昭和44年）6月20日 - 一般県道中甑島線として路線認定[1]。
- 1972年（昭和47年）3月2日 - 「 路線番号決定公告」により中甑島線の路線番号として351が付番される[4]。
- 1981年（昭和56年）7月24日 - 路線名を「中甑島線」から「黒浜水深線」に変更[5]。
- 2006年（平成18年）8月11日 - 県道の路線の変更が行われ、路線名が「黒浜水深線」から「鹿島上甑線」に、起点が薩摩川内市鹿島町藺牟田、終点が薩摩川内市上甑町中甑字水深に変更となる[6]。
- 2020年（令和2年）8月29日 - 甑大橋を含む藺牟田瀬戸架橋工区が開通[7][8]。これにより鹿島上甑線の全線が開通。

## 路線状況

### 道路施設

#### 橋梁
起点から
- 甑大橋：延長1,533 m
- 鹿の子大橋：延長240 m、1990年（平成2年）3月完成[9]
- 甑大明神橋：延長420 m、1993年（平成5年）3月完成[10]

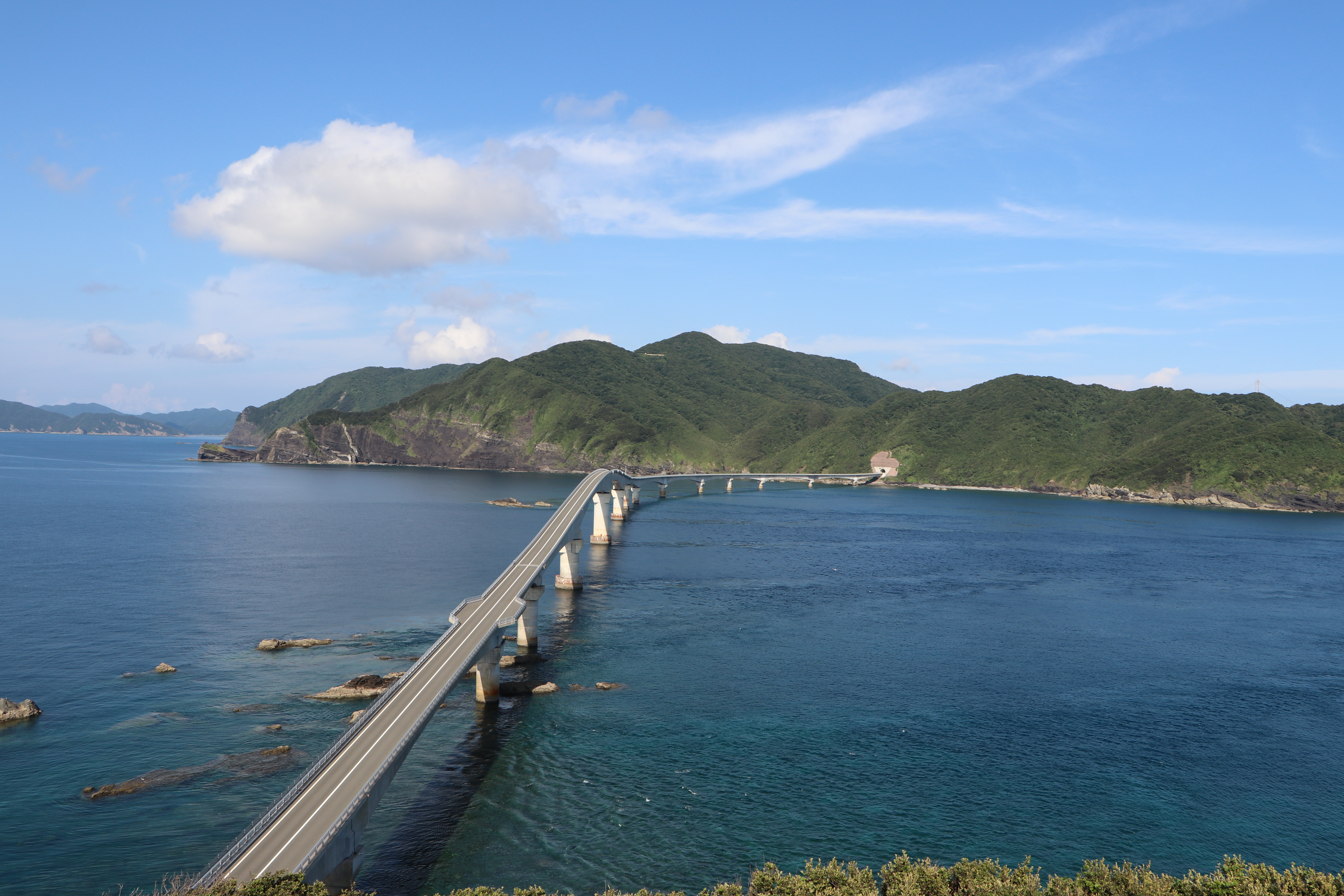
甑大橋
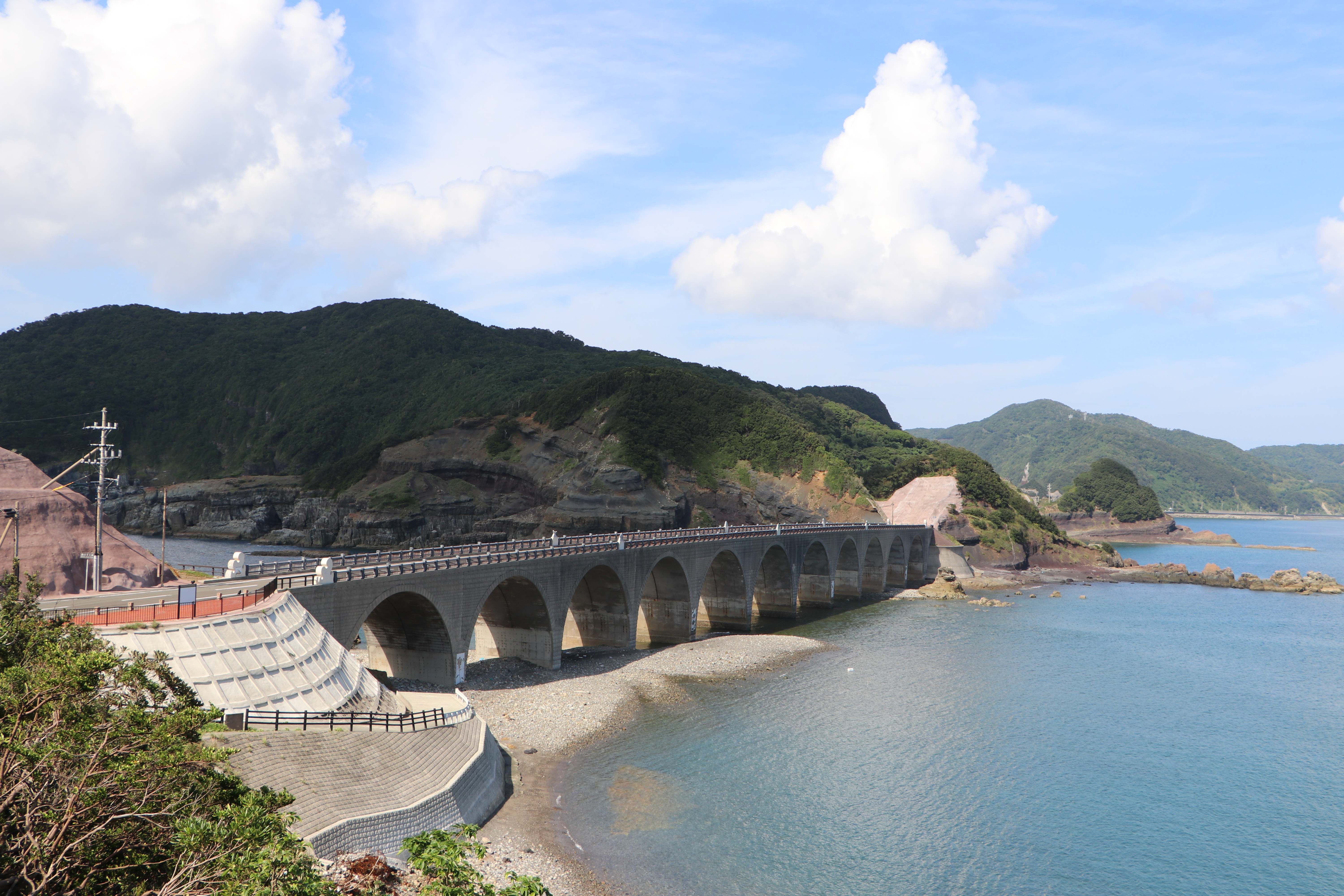
鹿の子大橋
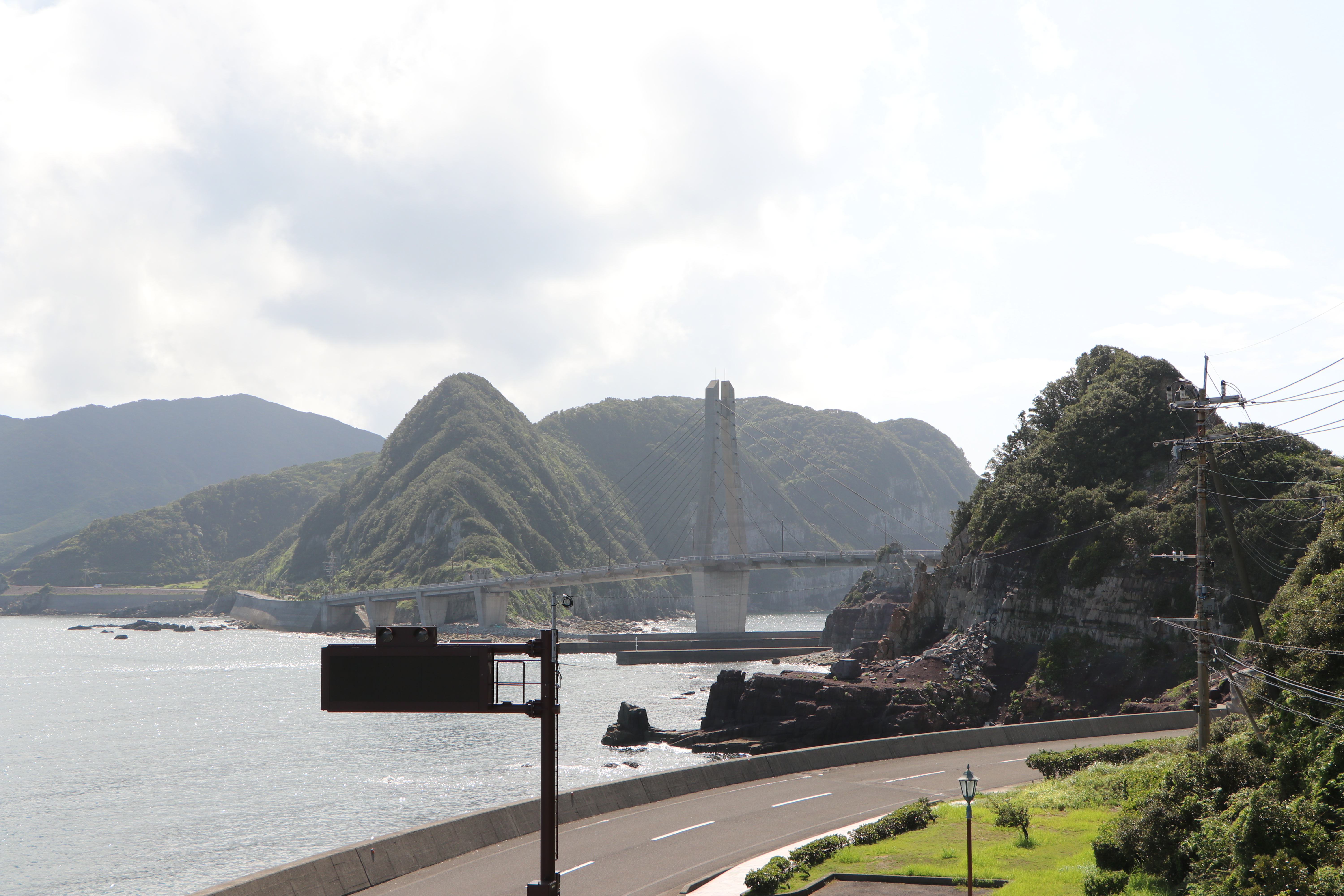
甑大明神橋

#### トンネル
起点から
- 鹿島トンネル：延長497 m[11]
- 黒浜トンネル：延長587 m[11]

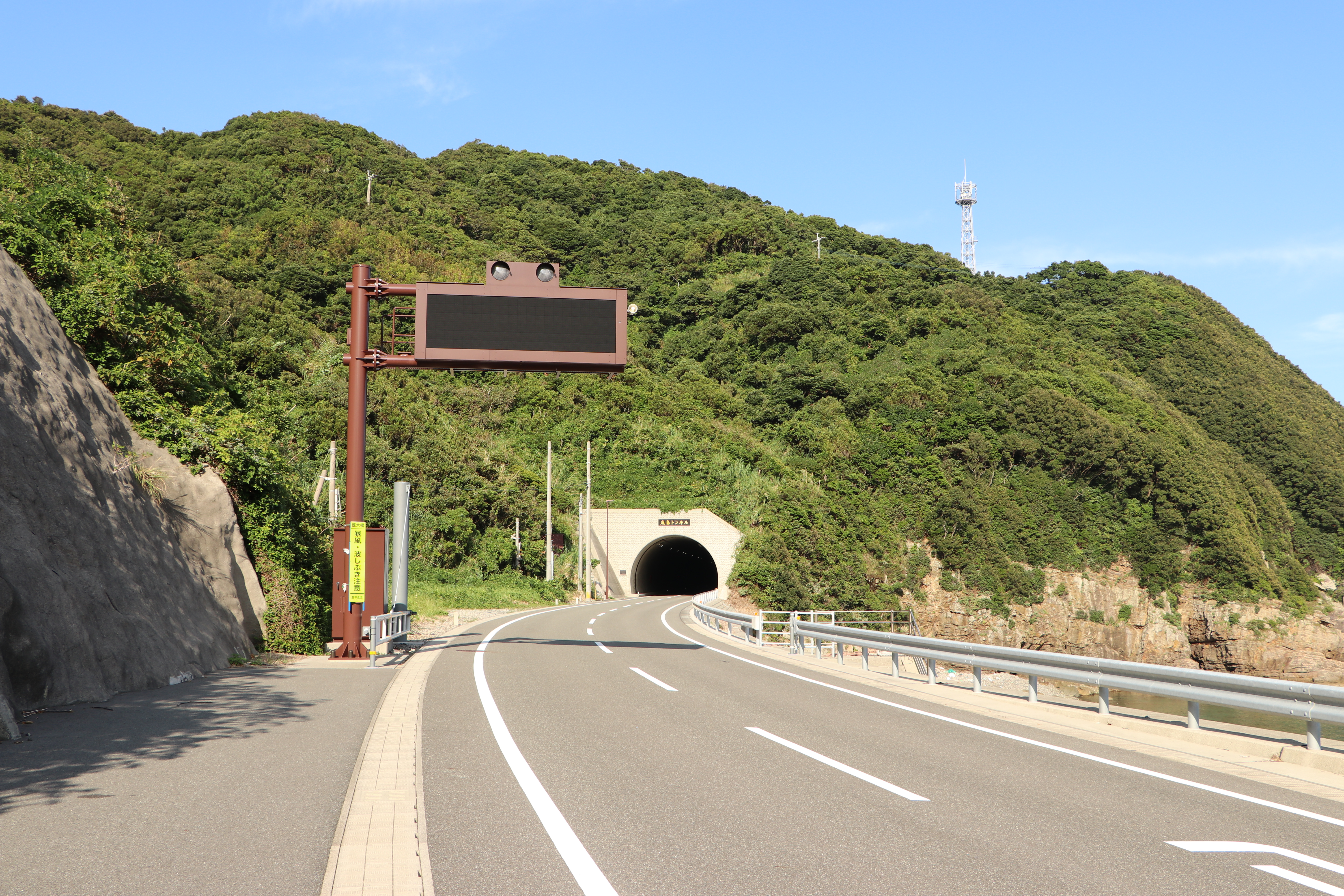
鹿島トンネル

- 平良トンネル：延長1,674 m[11]
- 小池隧道：延長452 m、1987年（昭和62年）竣工、薩摩川内市

## 地理

### 通過する自治体
- 薩摩川内市

### 交差する道路
| 交差する道路                  | 交差する場所 | 交差する場所 |
| ----------------------------- | ------------ | ------------ |
| 鹿児島県道349号手打藺牟田港線 | 鹿島町藺牟田 | 起点         |
| 鹿児島県道348号桑之浦里港線   | 上甑町中甑   | 終点         |

### 沿線
- 薩摩川内市立鹿島小学校
- 鹿島港旅客待合所